# Station Starostwo
Station Starostwo is een spoorwegstation in de Poolse plaats Piotrków Trybunalski.